# 意大利军事情报局
军事情报局（義大利語： Servizio Informazioni Militare，简称SIM ） 是1925年至1946年意大利王国皇家陆军以及1946年至1949年意大利共和国的军事情报组织。 SIM相当于意大利独裁者贝尼托·墨索里尼的阿勃维尔（德國军事情报局）。在战争初期，情报局取得了重要的情报成就。隆美尔 1942 年在北非成功的军事行动得到了 情报局的大力支持，因为它获得了邦纳·费勒斯上校用来向其华盛顿总部传达英国军事行动计划的美国黑色密码。
意大利军事情报局的效率很高，甚至可以与德国同行相比。蒙哥马利首席情报官埃德加·威廉姆斯准将表示，意大利人“从收到的信息中做出的推论比德国人聪明得多”。 据撒迪厄斯·霍尔特 (Thaddeus Holt) 称，意大利军事情报局是技术层面上最有能力的轴心国特勤机构， 并且它远远优于苏联以外的欧洲任何其他特勤机构。 

## 历史
军事情报局于1925年10月在義大利法西斯政权下成立。其活动得到了空军情报局（Servizio Informazioni Aeronautiche，SIA）和海军情报局（ Servizio Informazioni Segrete ，SIS）的支持。 SIM 的总部位于布拉斯基堡(Forte Braschi) ，位于Municipio XIV内的 Q.XIV 特利翁法莱区。 十年之内，情报局从纯粹的军事情报和反情报部门发展成为能够对国内外问题提供全面情报覆盖的现代化综合机构。 1927年2月6日，直属最高统帅部领导，负责三支武装部队的内外安全。  1934 年，新部门的可用资金增加了一倍，专业部门和人员的数量也增加了一倍。 
在 20 世纪 30 年代后半叶，情报局的活动，特别是在马里奥·罗塔 (Mario Roatta) 的领导下，走向了相当险恶的方向：SIM 卷入了一系列令人印象深刻的犯罪和暴力行为，包括暗杀最活跃的反政府人士如1937 年 6 月 9 日暗杀反法西斯流亡者卡洛·罗塞利 (Carlo Rosselli ) 和他的兄弟尼洛 ( Nello) 。 情报局也是马赛暗杀南斯拉夫国王亚历山大和法国外交部长路易斯·巴尔图的幕后黑手。
情报局在埃塞俄比亚战役和西班牙内战期间取得了两次世界大战之间的最大成功，成功切断了通往埃塞俄比亚帝国和西班牙第二共和国的武器援助渠道，并为意大利指挥部提供了敌军的完整情况。 在埃塞俄比亚战争期间，它参与了对本应效忠海尔·塞拉西的当地酋长的颠覆活动。 
在意大利加入第二次世界大战前不久，情报局负责人贾科莫·卡尔博尼准将向贝尼托·墨索里尼写了一系列报告，其中描述了意大利对战争的准备不足。卡尔博尼起草了关于意大利和德国军事能力的悲观报告。    结果，卡尔博尼被解除了情报局的职务。
战争期间，情报局的行动范围通常仅限于军事目标，但其作战效率受到好评。其中包括对盟军在北非登陆的预测，而阿勃维尔并未考虑到这一意外情况。 然而，墨索里尼和军事高层经常不咨询这些信息。

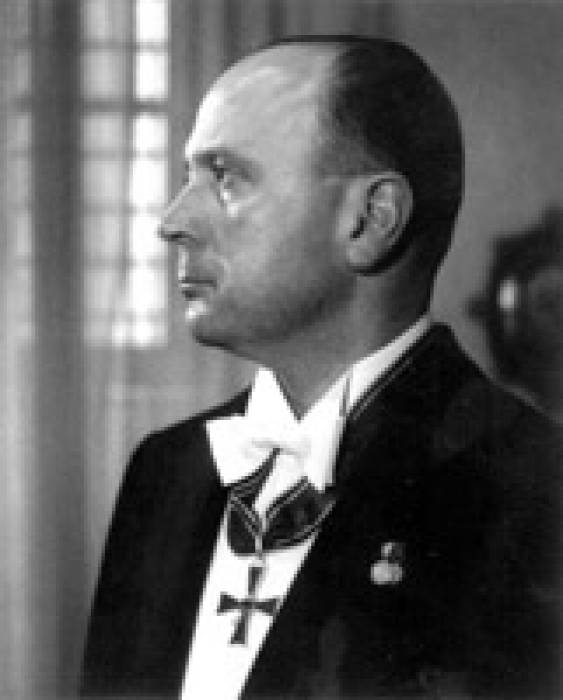
鲁道夫·西维罗

情报局于 1944 年解散，并在几年内被总参谋部内的一个小型情报办公室取代。直到 1949 年，盟军才允许该军种重新组建为SIFAR （武装部队情报局）。
就在意大利投降之前，佩特罗·巴多格里奥 (Pietro Badoglio)让他的门生贾科莫·卡尔博尼 (Giacomo Carboni) 重新掌管情报局（1943 年 9 月）。停战后，许多情报局特工继续为南方王国和意大利抵抗运动工作。 SIM 间谍鲁道夫·西维罗(Rodolfo Siviero)在犹太艺术史学家乔治·卡斯泰尔弗兰科 (Giorgio Castelfranco) 位于佛罗伦萨Lungarno Serristori 的家中（现为卡萨·西维罗博物馆）协调意大利游击队的情报活动。如今，他主要因其在追回第二次世界大战期间“纳粹掠夺”中从意大利被盗的艺术品方面所发挥的作用而闻名。 

### 轴心内合作
1938 年，情报局密码处处长甘巴将军请求德国国防军最高指挥部密码部(OKW/Chi) 在密码分析领域进行合作。德国同意分享法国外交和军事系统的成果。 这种合作得到了扩大，并为德国人提供了重要的密码材料，例如美国军事情报代码。 国防军密码部之前曾努力解决该代码，但因太难而将其搁置一边。军事情报局还向密码处提供了一份缴获的瑞典外交密码本以及德国人努力破解的土耳其密码。  情报局和国防军之间在工作层面上的合作较少。 意大利人不相信德国国防军会履行不在意大利运营秘密网络等协议。他们监视德国在意大利的情报活动和特工。德国人也没有得知情报局所进行的加倍潜伏在盟军的特工数量的行动取得了巨大成功。 随着战争的继续，由于德国人开始不信任意大利人，两国关系变得紧张。 1943 年 7 月 24 日至 25 日，贝尼托·墨索里尼被废黜，意大利法西斯政权垮台后，情报局向德国密码部寻求帮助与合作。然而，阿尔弗雷德·约德尔将军禁止任何进一步的联络，从那时起，没有进行任何机构联系或材料交换。
战争期间，情报局还与其他轴心国情报机构合作，包括日本、芬兰和匈牙利的情报机构。日占马来亚的槟城潜艇基地定期进行技术和信息交流，该基地为意大利意大利皇家海军、德国海军和日本帝国海军的轴心国潜艇部队服务。匈牙利人在罗马设有联络官，并将他们的工作成果提供给意大利人。

### 国防情报局
1943 年 12 月 1 日，意大利社会共和国成立后，新政府成立了 SID（国防信息局），即新成立的萨罗共和国的情报局。  SID 在正式成立前一个月开始运作，总部位于沃尔塔曼托瓦纳。 SID 是武装部队唯一的情报机构，担负间谍、反间谍和军警任务。该组织的领导者是维托里奥·福斯奇尼 (Vittorio Foschini)，他曾是一名记者，以反德态度而闻名。 1944 年 2 月下旬，福斯基尼在离开鲁道夫·格拉齐亚尼 ( Rodolfo Graziani)位于加尔达湖的别墅并失踪到德国时被党卫军绑架。 接替他的是坎德洛罗·德里奥中校，这名宪兵军官被形容为“有能力且不择手段”。 德利奥与德国国防军签署了协议，但停战后纳粹德国对意大利的强烈敌意阻碍了SID的活动。 
1944 年 3 月，SID 部门的简要情况如下：
- Sezione OMEGA（进攻情报）：本应在国外开展进攻性情报行动，但德国人不赞成这样做，它形同虚设。
- Sezione DELTA（防御情报）：这是 SID 最重要的分支，其大多数军官是从宪兵队借调的。该部门的罗马办事处由宪兵队长科隆比尼领导，他可能是国防军中少数几个狂热的共和法西斯分子之一。
- Sezione SIGMA（内部政治情报）：这部分收集了有关平民士气以及各阶层对墨索里尼政权和德国人的反应的信息，而德国人自然对其报告非常感兴趣。
- Centro Raccolta e Elaborazione Notizie，纯粹是一个总部机关，负责评估收到的情报。然而，它包括一个由护卫舰船长路易吉·多尼尼（Luigi Donini）领导的破译盟军密码和密码的部门，他是一位非常冷淡的共和党人，有一位英国妻子，并受到盖世太保的密切监督。该部门受到德国各级持续、密切的监督。
- Sezione KAPPA（通讯）：该部门安装了 W/T 装置，使墨索里尼能够与 SID 总部保持直接联系，并使用密码部门提供的代码与罗马、佛罗伦萨和其他重要中心的办公室保持类似的设施。然而，收音机在数量和质量上都存在令人遗憾的缺陷。
- Sezione ZETA：整个意大利共和国的邮政审查制度，主要使用退役军官。

意大利解放后不久，即 1945 年 4 月 25 日，军事情报局被解散。

## 侵犯人权
SIM 分子犯下了一系列罪行。在墨索里尼的直接命令下，SIM 安排了对罗塞利兄弟的暗杀。这起谋杀案是由法国法西斯倾向和反共的卡古拉德分子实施的，以换取100支半自动贝雷塔步枪和未来发货的承诺。  在第二次意大利-埃塞俄比亚战争开始之前，SIM 向埃塞俄比亚人提供了有缺陷的防毒面具。西班牙内战期间，该公司通过在货舱内装载炸药击沉了西班牙共和军船只，并在运往西班牙的食品中引入了细菌，以传播流行病。

## 组织
SIM 在履行严格的军事职能时隶属于陆军副参谋长，在履行非军事性质的职责时隶属于战争部副部长。 SIM 有五个主要部分：
- Sezione Calderini（关注“进攻性”情报行动，包括意大利境外的破坏活动）。
- Sezione Zuretti（数据分析和解释）；
- Sezione Bonsignore（反间谍）。在 1940-41 年的一段时间内，该部分从 SIM 中分离出来，成为一项名为“CSMSS”（Controspionaggio Militare e Servizi Speciali）的自治服务。 1941年1月，恢复为SIM。
- Sezione Crittografica（密码学）：该部分攻击外国密码系统并为意大利皇家陆军和意大利皇家海军制作加密代码；
- 个人和行政部门。 [23]

1934 年，墨索里尼将 SIM 的预算增加了一倍，以资助大幅扩大的针对英国的行动，并允许 SIM 在其活动中增加暗杀和颠覆活动。  1940 年，意大利参战后，SIM 共有 150 名军官、300 名士官和 400 名其他军衔。 到战争最激烈的时候，它有超过 300 名军官、1,200 名士官和专家，并指挥着 9,000 多名分布在国外的特工的活动。 

## 战前行动
SIM 在两次世界大战期间非常活跃。它监督对南斯拉夫克罗地亚乌斯塔沙和马其顿民族主义者的支持，并在南斯拉夫亚历山大一世访问法国期间安排暗杀（1934年）。
到了 1930 年代中期，桑托·埃马努埃莱上校领导的意大利反间谍活动已通过卡古勒介入法国，并巧妙地利用了这一机会渗透到第二局。  SIM 在法国获得的信息使意大利当局能够于 1939 年在意大利逮捕法国间谍团伙的成员
在埃塞俄比亚战役之前，SIM 获得了秘密霍尔-拉瓦尔条约的文本，该条约批准了英法在第二次意大利-埃塞俄比亚战争前夕将埃塞俄比亚瓜分给法国、英国和意大利的协议。该条约草案的提出导致了它的失败和塞缪尔·霍尔和皮埃尔·拉瓦尔的辞职，以及随后意大利开始单方面征服埃塞俄比亚的军事行动。 A·J·P·泰勒认为，正是这一事件“杀死了国际联盟”。 
1936 年 2 月，SIM 东非 (AO) 特别部门负责人埃米利奥·法德拉(Emilio Faldella ) 渗透到内格斯·海尔·塞拉西 ( Negus Haile Selassie ) 的随从中，渗透到巴勒斯坦特工贾希尔·贝 (Jacir Bey) 中。贾希尔·贝提出说服皇帝与意大利达成和平协议，有效地将埃塞俄比亚变成意大利的保护国。 条款涉及维持海尔·塞拉西的王位，以及埃塞俄比亚对谢瓦一个独立但缩小的国家的主权，该国家在阿萨布港有一条通向大海的走廊。作为回报，所有提格雷以及厄立特里亚和索马里的边境地区将被割让给意大利，未征服的埃塞俄比亚将按照满洲国的模式置于强大的意大利保护国之下。 然而该计划从未实现，意大利军队于 1936 年 5 月 5 日进入首都亚的斯亚贝巴。 5 月 7 日，埃塞俄比亚被并入意大利。

## 第二次世界大战期间

### 黑色密码的破解
第二次世界大战期间意大利情报部门取得的最大胜利是获得了 1941 年 9 月意大利情报局局长塞萨尔·阿梅 ( Cesare Amè)将军授权闯入美国驻罗马大使馆而获得的美国加密表。这些表格被美国驻世界各地的大使用来与华盛顿特区进行通讯。 1940 年 10 月，邦纳·费勒斯上校被任命为美国驻埃及大使馆武官，向美国上级报告英国在地中海、中东及非洲战场军事活动的细节。英国人希望最终让美国加入对抗轴心国的战争，因此非常包容费勒斯，让他几乎可以完全参与英国在北非的行动。费勒斯有点仇英，他通常以不太有利的方式撰写他的电报，使人们对英国及其英联邦盟友在北非对抗意德军队的长期成功表示极大怀疑。他的报告由美国情报部门负责人富兰克林·罗斯福和参谋长联席会议宣读。使用加密表，意大利SIM能够在几个小时内破译费勒斯与华盛顿的公报，这些公报经常收集有关英国在北非的重要信息，例如其当前的位置，持续的损失，预期的增援，当前的供应情况，未来的计划，它迅速向北非的意大利和德国军队报告了士气等情况。泄漏事件于 6 月 29 日结束，费勒斯改用新的美国代码系统。 在阅读费勒斯发往华盛顿的电报的八个月左右的时间里，隆美尔将费勒斯称为“die gute Quelle”（可靠消息来源）。 

### 在南斯拉夫的业务
第二次世界大战开始前不久，SIM 破译了南斯拉夫的军事密码。 1941 年 4 月，当驻阿尔巴尼亚的意大利军队受到南斯拉夫计划中的袭击威胁时，SIM 操作员向南斯拉夫各师发送编码信息，命令他们推迟预定的进攻并返回出发线。当南斯拉夫意识到自己被骗时，意大利的防御已经恢复。 在南斯拉夫被占领期间，SIM 将注意力转向游击队的通信，到 1943 年中期，已经解决了切特尼克人使用的两个系统和铁托游击队使用的一个系统。

### 东非游击队
SIM在意大利对埃塞俄比亚的游击战争中发挥了重要作用。弗朗西斯科·德·马蒂尼（Francesco De Martini） ，SIM 队长，是东非意大利叛乱的领导人之一。 1942 年 1 月，他炸毁了位于马萨瓦（厄立特里亚）的英国弹药库。德马蒂尼乘坐扎姆扎姆汽艇穿越红海后逃往沙特阿拉伯。他与意大利驻该国领事馆取得联系，并从也门海岸组织了一群厄立特里亚水手（乘坐名为sambuco的小船），以识别并用无线电通知罗马皇家海军在整个红海的动向。 英国军事情报局局长马克斯·赫拉利少校悬赏抓捕他。 1942 年 8 月 1 日，德·马蒂尼在试图返回厄立特里亚时在达赫拉克岛被英国皇家海军<i id="mwASA">阿尔法</i>号的水手抓获，并被监禁在苏丹直到战争结束。 

### 博格·皮萨尼事件

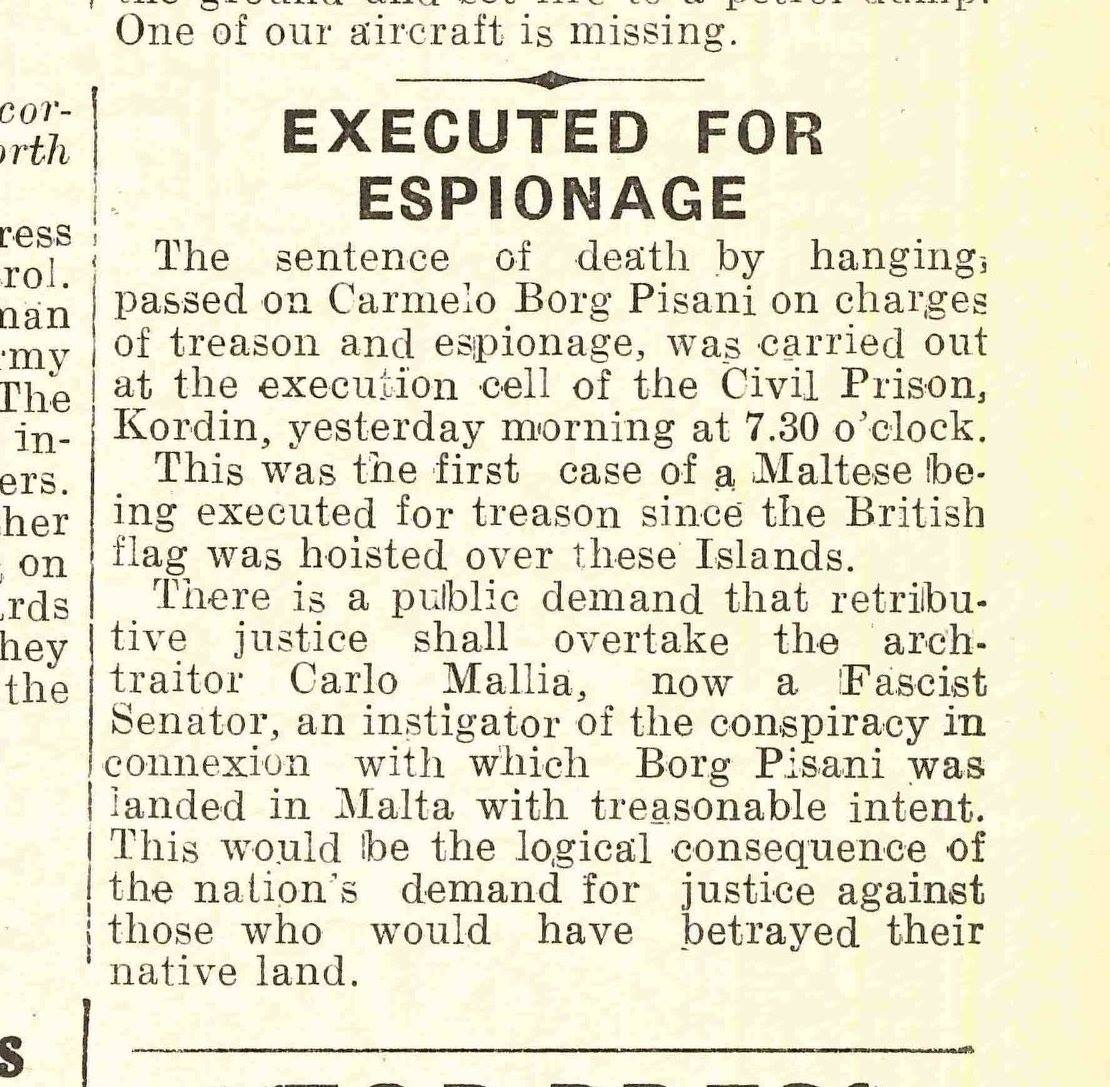
马耳他《星期日泰晤士报》关于博格·皮萨尼被处决的摘录

1942 年 5 月 18 日，马耳他民族统一主义者兼 SIM 间谍卡梅洛·博格·皮萨尼 (Carmelo Borg Pisani)被派往马耳他执行间谍任务，检查英国的防御并帮助为轴心国计划入侵该岛（ C3 行动）做准备。 博格·皮萨尼 (Borg Pisani) 被他儿时的朋友之一 Cpt. 认出了。汤姆·沃灵顿（Tom Warrington）谴责了他。英国情报部门一直把他关押在斯利马的一所房子里，直到八月。随后他被转移到科拉迪诺监狱，被指控犯有叛国罪。 1942 年 11 月 12 日，他在以马耳他首席大法官乔治·博格爵士为首的三名法官面前接受闭门审判，并由两名律师为他辩护。 他声称自己通过归还护照并获得意大利公民身份（这将赋予他战俘身份）而放弃英国公民身份的请求并未得到军事法庭的支持。 1942 年 11 月 19 日，他因间谍罪、拿起武器反对政府以及参与推翻政府的阴谋而被公开判处死刑。 他于 1942 年 11 月 28 日星期六上午 7:30 被执行绞刑博格·皮萨尼去世几天后，被国王维托里奥·埃马努埃莱三世追授意大利最高军事奖章——军事金质英勇勋章。 

### 第五处
SIM 拥有一个规模庞大、组织良好的密码分析部门，Sezione 5，专门攻击外国密码系统。 该部门由维托里奥·甘巴 (Vittorio Gamba) 将军领导，他是一位出版过密码学的学生，自第一次世界大战以来一直在破译密码，位于罗马。 甘巴下还有一个由年长的吉诺·曼奇尼上校领导的分部，该分部为意大利皇家陆军制作密码和密码，并为意大利皇家海军制作更高级别的密码。 SIM 的加密部分集中于军事和外交流量。到战争最激烈的时候，SIM 的拦截和解密行动已经达到了巨大的规模。平均每个月有 8,000 条无线电信息被截获，其中 6,000 条被研究，其中 3,500 条被翻译。 流量如此之大，以至于 SIM 负责人 Cesare Amè 上校开始发布每日公告 -公告 I - 总结了最重要的信息。该公报的副本被发送给墨索里尼、总参谋长和国王维克托·伊曼纽尔（通过他的副官保罗·蓬托尼），而很大一部分外交交通则被发送给意大利外交大臣加莱亚佐·齐亚诺伯爵。部长。法国、土耳其、罗马尼亚、美国、英国和梵蒂冈等多个国家的代码受到攻击。外交部长加莱亚佐·齐亚诺（Galeazzo Ciano）在日记中指出，第 5 期密码分析员经常读取英国、罗马尼亚和中立国土耳其的外交交通。